# WTA Elite Trophy 2017
Het eindejaarstoernooi WTA Elite Trophy (ook wel genoemd: het B-kampioenschap van het vrouwentennis) van 2017 vond plaats van dinsdag 31 oktober tot en met zondag 5 november 2017 in de Chinese stadsprefectuur Zhuhai. Het was de derde editie van het toernooi. Er werd gespeeld op hardcourt-binnenbanen in het Hengqin International Tennis Center.

## Enkelspel
Titelhoudster Petra Kvitová (WTA-29) had zich niet voor deelname gekwalificeerd.
De als eerste geplaatste Française Kristina Mladenovic verloor haar beide partijen in de groepsfase.
Het zevende reekshoofd, Julia Görges uit Duitsland, won het toernooi. In de finale versloeg zij de als tweede geplaatste Amerikaanse Coco Vandeweghe in twee sets. Görges wist voor het eerst in haar carrière de WTA Elite Trophy op haar naam te schrijven. Het was haar vierde WTA-titel, de tweede van 2017.
Er waren geen deelneemsters uit de Lage Landen.

### Deelnemende speelsters
- Rang per 30 oktober 2017.

| Nr. | Speelster                   | Rang | Groep | Resultaat    | Verloor van             |
| --- | --------------------------- | ---- | ----- | ------------ | ----------------------- |
| 1.  | Kristina Mladenovic         | 10   | A     | groepsfase   | Rybáriková, Görges      |
| 2.  | Coco Vandeweghe             | 12   | B     | finale       | Julia Görges            |
| 3.  | Sloane Stephens             | 13   | C     | groepsfase   | Sevastova, Strýcová     |
| 4.  | Anastasija Pavljoetsjenkova | 14   | D     | groepsfase   | Barty                   |
| 5.  | Anastasija Sevastova        | 15   | C     | halve finale | Julia Görges            |
| 6.  | Jelena Vesnina              | 17   | B     | groepsfase   | Vandeweghe, Peng        |
| 7.  | Julia Görges                | 18   | A     | winnares     | winnares                |
| 8.  | Angelique Kerber            | 19   | D     | groepsfase   | Pavljoetsjenkova, Barty |
| 9.  | Ashleigh Barty              | 20   | D     | halve finale | Coco Vandeweghe         |
| 10. | Magdaléna Rybáriková        | 22   | A     | groepsfase   | Görges                  |
| 11. | Barbora Strýcová            | 23   | C     | groepsfase   | Sevastova               |
| 12. | Peng Shuai                  | 27*  | B     | groepsfase   | Vandeweghe              |

### Prijzengeld en WTA-punten
| Resultaat                | Prijzengeld    | WTA-punten |
| ------------------------ | -------------- | ---------- |
| winnares                 | R1 + $ 450.000 | R1 + 460   |
| finale                   | R1 + $ 150.000 | R1 + 200   |
| halve finale             | R1 + $ 15.000  | R1         |
| eerste ronde (2/2 zeges) | $ 185.000      | 240        |
| eerste ronde (1/2 zeges) | $ 112.500      | 160        |
| eerste ronde (0/2 zeges) | $ 40.000       | 80         |

- R1 = de opbrengst van de eerste ronde (groepswedstrijden).
- Haar foutloos parcours leverde de winnares $ 635.000 en 700 punten op.

### Halve finale en finale
|  | halve finale | halve finale         | halve finale | halve finale | halve finale |              |                 | finale | finale | finale | finale | finale |
|  |              |                      |              |              |              |              |                 |        |        |        |        |        |
|  | 2            | Coco Vandeweghe      | 6            | 6            |              |              |                 |        |        |        |        |        |
|  | 9            | Ashleigh Barty       | 3            | 3            |              |              |                 |        |        |        |        |        |
|  | 9            | Ashleigh Barty       | 3            | 3            |              | 2            | Coco Vandeweghe | 5      | 1      |        |        |        |
|  |              |                      |              |              |              | 2            | Coco Vandeweghe | 5      | 1      |        |        |        |
|  |              | 7                    | Julia Görges | 7            | 6            |              |                 |        |        |        |        |        |
|  | 7            | 7                    | Julia Görges | 7            | 6            | Julia Görges | 6               | 6      |        |        |        |        |
|  | 7            |                      |              |              |              | Julia Görges | 6               | 6      |        |        |        |        |
|  | 5            | Anastasija Sevastova | 3            | 3            |              |              |                 |        |        |        |        |        |

### Groepswedstrijden
Een redelijk gelijkwaardige opbouw van de vier groepen werd bereikt door de regels van plaatsing en loting:
- De vier speelsters met de hoogste rang waren het reekshoofd van een eigen groep.
- De volgende vier speelsters werden door loting verdeeld over de groepen.
- Ten slotte werden ook de laagste vier speelsters door loting verdeeld over de groepen.

#### Groep A – "Azalea"
Resultaten
| wedstrijd                 | wedstrijd | wedstrijd                 | score          |
| ------------------------- | --------- | ------------------------- | -------------- |
| Julia Görges (7)          | –         | Magdaléna Rybáriková (10) | 6-1, 7-65      |
| Magdaléna Rybáriková (10) | –         | Kristina Mladenovic (1)   | 7-5, 1-6, 7-65 |
| Julia Görges (7)          | –         | Kristina Mladenovic (1)   | 6-2, 7-64      |

Klassement
| nr. | speelster                 | partijen w-v | sets w-v | games w-v |
| --- | ------------------------- | ------------ | -------- | --------- |
| 1.  | Julia Görges (7)          | 2-0          | 4-0      | 26-15     |
| 2.  | Magdaléna Rybáriková (10) | 1-1          | 2-3      | 22-30     |
| 3.  | Kristina Mladenovic (1)   | 0-2          | 1-4      | 25-28     |

#### Groep B – "Bougainvillea"
Resultaten
| wedstrijd           | wedstrijd | wedstrijd          | score          |
| ------------------- | --------- | ------------------ | -------------- |
| Coco Vandeweghe (2) | –         | Peng Shuai (12)    | 3-6, 6-3, 6-2  |
| Coco Vandeweghe (2) | –         | Jelena Vesnina (6) | 6-3, 6-2       |
| Peng Shuai (12)     | –         | Jelena Vesnina (6) | 6-2, 1-0, opg. |

Klassement
| nr. | speelster           | partijen w-v | sets w-v | games w-v |
| --- | ------------------- | ------------ | -------- | --------- |
| 1.  | Coco Vandeweghe (2) | 2-0          | 4-1      | 27-16     |
| 2.  | Peng Shuai (12)     | 1-1          | 3-2      | 18-17     |
| 3.  | Jelena Vesnina (6)  | 0-2          | 0-4      | 7-19      |

#### Groep C – "Camellia"
Resultaten
| wedstrijd                | wedstrijd | wedstrijd             | score     |
| ------------------------ | --------- | --------------------- | --------- |
| Anastasija Sevastova (5) | –         | Sloane Stephens (3)   | 7-5, 6-3  |
| Anastasija Sevastova (5) | –         | Barbora Strýcová (11) | 6-3, 6-4  |
| Barbora Strýcová (11)    | –         | Sloane Stephens (3)   | 5-0, opg. |

Klassement
| nr. | speelster                | partijen w-v | sets w-v | games w-v |
| --- | ------------------------ | ------------ | -------- | --------- |
| 1.  | Anastasija Sevastova (5) | 2-0          | 4-0      | 25-15     |
| 2.  | Barbora Strýcová (11)    | 1-1          | 1-2      | 12-12     |
| 3.  | Sloane Stephens (3)      | 0-2          | 0-3      | 8-18      |

#### Groep D – "Rose"
Resultaten
| wedstrijd                       | wedstrijd | wedstrijd                       | score         |
| ------------------------------- | --------- | ------------------------------- | ------------- |
| Anastasija Pavljoetsjenkova (4) | –         | Angelique Kerber (8)            | 6-3, 3-6, 6-2 |
| Ashleigh Barty (9)              | –         | Anastasija Pavljoetsjenkova (4) | 6-4, 6-1      |
| Ashleigh Barty (9)              | –         | Angelique Kerber (8)            | 6-3, 6-4      |

Klassement
| nr. | speelster                       | partijen w-v | sets w-v | games w-v |
| --- | ------------------------------- | ------------ | -------- | --------- |
| 1.  | Ashleigh Barty (9)              | 2-0          | 4-0      | 24-12     |
| 2.  | Anastasija Pavljoetsjenkova (4) | 1-1          | 2-3      | 20-23     |
| 3.  | Angelique Kerber (8)            | 0-2          | 1-4      | 18-27     |

## Dubbelspel
|               |  |            |
| Duan Yingying |  | Han Xinyun |

| Prijzengeld \| Resultaat \| Prijzengeld (per team) \| \| ---------------------- \| ---------------------- \| \| winnaressen \| R1 + $ 20.000 \| \| finale \| R1 + $ 10.000 \| \| eerste ronde (2 zeges) \| $ 25.000 \| \| eerste ronde (1 zege) \| $ 20.000 \| \| eerste ronde (0 zeges) \| $ 15.000 \| Noten: - R1 = de opbrengst van de eerste ronde (groepswedstrijden). - Hun foutloos parcours leverde het winnende koppel $ 45.000 op. - WTA-punten waren niet te verdienen. |                        |
| Resultaat | Prijzengeld (per team) |
| winnaressen | R1 + $ 20.000          |
| finale | R1 + $ 10.000          |
| eerste ronde (2 zeges) | $ 25.000               |
| eerste ronde (1 zege) | $ 20.000               |
| eerste ronde (0 zeges) | $ 15.000               |

Titelhoudsters İpek Soylu en Xu Yifan hadden onvoldoende rangpositie om zich voor het toernooi te kwalificeren.
Het eerste reekshoofd, Raluca Olaru en Olha Savtsjoek, bleef steken in de groepsfase.
Het als zesde geplaatste Chinese duo Duan Yingying en Han Xinyun won het toernooi. In de finale versloegen zij hun als vierde geplaatste landgenotes Lu Jingjing en Zhang Shuai in twee sets. Het was hun eerste gezamenlijke titel. Han had daarnaast twee eerdere dubbelspeltitels met andere partners; Duan geen.

### Deelnemende teams
- Rang per 30 oktober 2017.

| Nr. | Team                        | Rang        | Groep | Resultaat   | Verloren van              |
| --- | --------------------------- | ----------- | ----- | ----------- | ------------------------- |
| 1.  | Raluca Olaru Olha Savtsjoek | 36+33=69    | Een   | groepsfase  | Duan/Han                  |
| 2.  | Alicja Rosolska Anna Smith  | 31+48=79    | Twee  | groepsfase  | Lu/Zhang, Jiang/Tang      |
| 3.  | Liang Chen Yang Zhaoxuan    | 62+28=90*   | Een   | groepsfase  | Olaru/Savtsjoek, Duan/Han |
| 4.  | Lu Jingjing Zhang Shuai     | 120+65=185  | Twee  | finale      | Duan Yingying Han Xinyun  |
| 5.  | Jiang Xinyu Tang Qianhui    | 92+168=260* | Twee  | groepsfase  | Lu/Zhang                  |
| 6.  | Duan Yingying Han Xinyun    | 199+75=274  | Een   | winnaressen | winnaressen               |

* Liang/Yang en Jiang/Tang waren via een wildcard voor het toernooi uitgenodigd.

### Finale
| Legenda | Legenda                  |
| ------- | ------------------------ |
| Q       | Qualifier                |
| WC      | Deelname via wildcard    |
| LL      | Lucky Loser              |
| r       | Opgave / trok zich terug |
| w/o     | Walk-over                |
| Alt     | Alternate                |
| SE      | Special Exempt           |
| PR      | Protected Ranking        |
| d       | Diskwalificatie          |

| finale |                          |   |   |  |
|        |                          |   |   |  |
| 4      | Lu Jingjing Zhang Shuai  | 2 | 1 |  |
| 6      | Duan Yingying Han Xinyun | 6 | 6 |  |

### Groepswedstrijden

#### Groep Een – "Lotus"
Resultaten
| wedstrijd                       | wedstrijd | wedstrijd                       | score            |
| ------------------------------- | --------- | ------------------------------- | ---------------- |
| Raluca Olaru Olha Savtsjoek (1) | –         | Liang Chen Yang Zhaoxuan (3)    | 6-3, 7-63        |
| Duan Yingying Han Xinyun (6)    | –         | Raluca Olaru Olha Savtsjoek (1) | 6-3, 5-7, [10-7] |
| Duan Yingying Han Xinyun (6)    | –         | Liang Chen Yang Zhaoxuan (3)    | 7-62, 6-4        |

Klassement
| nr. | team                            | partijen w-v | sets w-v | games w-v |
| --- | ------------------------------- | ------------ | -------- | --------- |
| 1.  | Duan Yingying Han Xinyun (6)    | 2-0          | 4-1      | 25-20     |
| 2.  | Raluca Olaru Olha Savtsjoek (1) | 1-1          | 3-2      | 23-21     |
| 3.  | Liang Chen Yang Zhaoxuan (3)    | 0-2          | 0-4      | 19-26     |

#### Groep Twee – "Orchid"
Resultaten
| wedstrijd                    | wedstrijd | wedstrijd                      | score            |
| ---------------------------- | --------- | ------------------------------ | ---------------- |
| Lu Jingjing Zhang Shuai (4)  | –         | Alicja Rosolska Anna Smith (2) | 6-3, 6-1         |
| Jiang Xinyu Tang Qianhui (5) | –         | Alicja Rosolska Anna Smith (2) | 6-3, 4-6, [10-6] |
| Lu Jingjing Zhang Shuai (4)  | –         | Jiang Xinyu Tang Qianhui (5)   | 7-63, 6-3        |

Klassement
| nr. | team                           | partijen w-v | sets w-v | games w-v |
| --- | ------------------------------ | ------------ | -------- | --------- |
| 1.  | Lu Jingjing Zhang Shuai (4)    | 2-0          | 4-0      | 25-13     |
| 2.  | Jiang Xinyu Tang Qianhui (5)   | 1-1          | 2-3      | 20-22     |
| 3.  | Alicja Rosolska Anna Smith (2) | 0-2          | 1-4      | 13-23     |